# Bataille des Échaubrognes
Pour les articles homonymes, voir Bataille de Châtillon.
Guerre de Vendée de 1815
Batailles
- Les Échaubrognes
- L'Aiguillon
- Aizenay
- Sainte-Anne-d'Auray
- Cossé
- Saint-Gilles-sur-Vie
- Redon
- Les Mathes
- Muzillac
- Rocheservière
- Thouars
- Auray
- Châteauneuf-du-Faou
- Guérande
- Fort la Latte

La bataille des Échaubrognes se déroule le 18 mai 1815 lors de la guerre de Vendée de 1815.

## Prélude
Le 17 mai 1815, environ 2 000 à 3 000 paysans insurgés sont rassemblés aux Aubiers, sous les ordres d'Auguste de La Rochejaquelein et de Simon Canuel,. Selon les mémoires de Simon Canuel, la troupe compte précisément 2 240 hommes, dont 300 vétérans des précédentes guerres de Vendée. Un tiers de cette troupe n'est armé que de bâtons et les autres hommes n'ont que des fusils de chasse avec seulement trois ou quatre cartouches. Seuls les vétérans, s'étant pourvus à l'avance et à leurs frais, disposent de trente à quarante cartouches. 
Les Vendéens quittent alors Les Aubiers et se portent en direction de Cholet. En chemin, ils doivent faire leur jonction à Maulévrier avec une petite colonne commandée par Langrenière. Mais arrivés près de ce bourg, ils apprennent qu'une troupe d'Impériaux est sortie de Cholet et marche sur Châtillon-sur-Sèvre. Cette troupe est constituée de 800 à 1 200,, hommes du 26e régiment d'infanterie de ligne,,, commandés par le colonel Prévost,,.

## Déroulement
Le 18 mai,, les Impériaux entrent imprudemment à Saint-Pierre-des-Échaubrognes, sans avant-garde et sans flanc-garde,. Ils tombent alors dans une embuscade tendue à l'intérieur du bourg par les Vendéens,,. Plusieurs soldats sont tués ou blessés à la première décharge et les autres tentent de se reformer. À l'extérieur du bourg, les Vendéens tentent également d'envelopper les Impériaux afin de les attaquer sur plusieurs côtés. Cependant ces derniers parviennent à se dégager grâce au manque de munitions de leurs ennemis et arrivent à Châtillon-sur-Sèvre, où ils se reforment. Constatant que les Vendéens n'ont plus de munitions, les Impériaux reprennent courage et s'établissent sur une position avantageuse près de Châtillon. Les renforts de Langrenière s'étant finalement retirés sans combattre, les Vendéens battent en retraite et se replient sur Saint-Aubin-de-Baubigné. Les Impériaux retournent quant à eux à Cholet le lendemain.

## Pertes
Selon le baron Saunier, inspecteur général de la gendarmerie, les pertes du 26e de ligne sont de 10 hommes tués, des blessés en proportion et des prisonniers,. Dans ses mémoires, Simon Canuel affirme que presque tous les combattants impériaux des compagnies d'élite sont tués ou blessés et que 22 sont faits prisonniers,. En 1819, l'historien royaliste Berthre de Bourniseaux donne un bilan de 10 morts et 15 blessés du côté des Vendéens contre 40 tués ou blessés et 20 prisonniers chez les Impériaux. Émile Gabory donne un bilan de 30 morts et autant de blessés pour les Impériaux. 
Dressé après la fin de la guerre en vue du versement d'aides aux familles des victimes, l'état des pertes du 4e corps — celui commandé par Auguste de La Rochejaquelein — fait état de 14 soldats vendéens tués lors du combat des Échaubrognes.
Dans ses mémoires, André Mercier du Rocher affirme que 54 Impériaux sont capturés par les Vendéens, que 28 d'entre eux sont relâchés et les 26 autres fusillés. Cependant selon l'historien Aurélien Lignereux, les opinions très républicaines de Mercier du Rocher rendent ces allégations suspectes, aucune autre source ne fait mention d'exécutions de prisonniers aux Échaubrognes et il semble que tous les soldats impériaux capturés par les troupes de La Rochejaquelein aient été relâchés. Au total, 66 soldats impériaux sont faits prisonniers par les Vendéens pour l'ensemble de la campagne de 1815.